# Bawitz Mango
Bawitz Mango är en ort i Mexiko.   Den ligger i kommunen Chilón och delstaten Chiapas, i den sydöstra delen av landet, 800 km öster om huvudstaden Mexico City. Bawitz Mango ligger 1 155 meter över havet och antalet invånare är 154.
Terrängen runt Bawitz Mango är kuperad. Runt Bawitz Mango är det glesbefolkat, med 16 invånare per kvadratkilometer. Närmaste större samhälle är Pamal Navil, 4,4 km nordost om Bawitz Mango. I omgivningarna runt Bawitz Mango växer i huvudsak städsegrön lövskog.